# Johann Duve (Unternehmer)

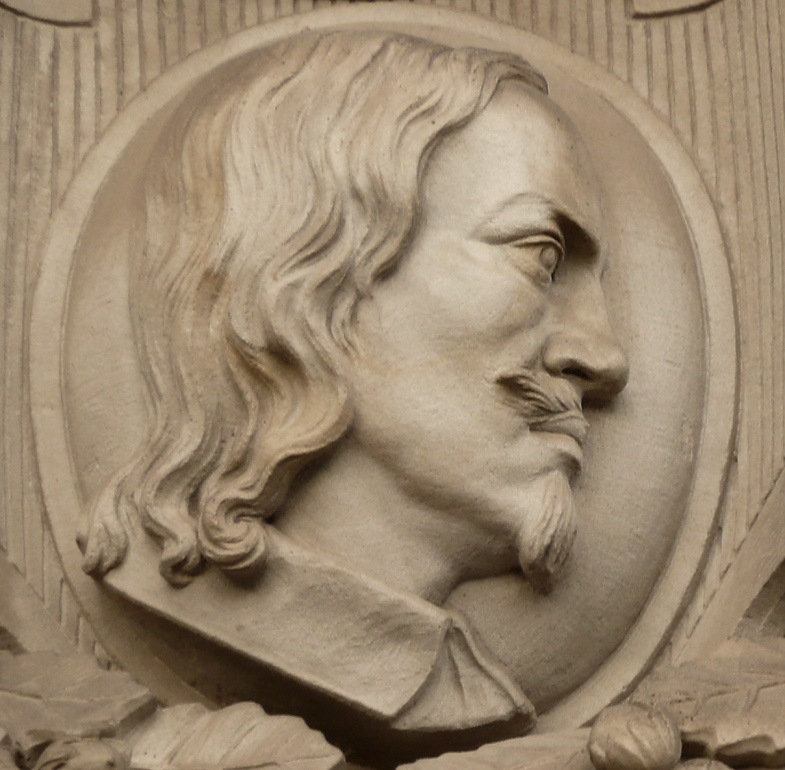
Johann Duve als Porträtmedaillon am Neuen Rathaus Hannover

Johann Duve (geboren 8. März 1611 in Hannover; gestorben 2. September 1679 in Hannover) war ein deutscher Kaufmann, Unternehmer, Oberbergfaktor und Bankier.

## Werdegang
Als Nachkomme eines alten Patriziergeschlechts und Sohn eines Seidenhändlers in Hannover geboren absolvierte er eine Kaufmannslehre in Hamburg, um 1633 nach seiner Rückkehr nach Hannover eine Seidenhandlung zu gründen. Seine Nachfahren leben heute in Belgien, Berlin und Merfeld bei Dülmen. Er trat der Kaufmannsgilde bei und baute ein Geschäft auf, das an Vielseitigkeit und Ausdehnung alle bisher in Hannover bekannten Unternehmen übertraf. Der Dreißigjährige Krieg begünstigte Duves Aufstieg. Über den Tuchhandel erhielt er Heereslieferungen, die er bald auf Korn, Blei und Pulver ausdehnte. 1643 wurde er zum Oberbergfaktor ernannt, die ihm das Privileg der Förderung aller Nichtedelmetalle im Harz (vor allem Blei) einräumte, ein Geschäft, das jährlich 100 000 Taler erzielte. Duve erwarb darüber hinaus Produktionsstätten seiner Handelsgüter sowie Mühlen und Gutsbetriebe seines Getreidehandels.
Aufgrund der Wirren des Dreißigjährigen Kriegs herrschte in Hannover große Armut, verstärkt durch die zahlreichen Flüchtlinge vom Lande. Duve gründete daraufhin 1643 das Armen- und Waisenhaus an der Schmiedestraße für 40 alte und hilflose Männer und Frauen sowie für 60 Waisen beiderlei Geschlechts. Sein Anliegen war, die Armen und Gebrechlichen von der Straße zu holen, allerdings bestand er darauf, dass gesunde Arme ihre Kosten selbst verdienen mussten (diese setzte er dann auch als Arbeitskraft in seinen Spinnereien und Webereien ein).
1646 erfolgte seine Wahl zum hannoverschen Ratsherr, die er zunächst ablehnen und stattdessen 500 Taler an das Armenhaus zahlen wollte. Schließlich gab er dem Drängen nach. In seiner Funktion als Ratsherr baute er durch Hochwasser zerstörte Mühlen wieder auf, spendete Mittel, um die häufigen Überschwemmungen der Leine abzuwenden. Darüber hinaus betätigte er sich als Bauunternehmer, auf Aufforderung des Herzogs Georg Wilhelm übernahm er die Vergrößerung der Neustadt, er erbaute Wohnhäuser, die nach ihrem roten bzw. blauen Anstrich „Rote Reihe bzw. Blaue Reihe“ genannt wurden, es folgte die „Kleine Duvenstrasse“ und der Bau der Neustädter Kirche. Zur notwendigen Versorgung der Neustadt mit Wasser errichtete er eine entsprechende Anlage.
Unter der Leitung von Johann Duve entstand auf Veranlassung von Herzog Johann Friedrich der Parnass Brunnen auf dem Neustädter Markt. Diese kostspielige Anlage funktionierte jedoch nicht zufriedenstellend und wurde 1802 abgebaut. 1630 wurde durch ein Unwetter der Turm der Kreuzkirche zerstört, der durch die Mittel von Duve wieder aufgebaut wurde. 1655 wurde der Kirche eine Kapelle mit einer Familiengruft hinzugefügt. Dort wurden er und seine Familie sowie einige seiner Nachkommen begraben. 1663 stiftete der einen neuen Altar und die neue Ausmalung der Marktkirche in Hannover, wobei er sich und seine Frau als betendes Paar darstellen ließ.

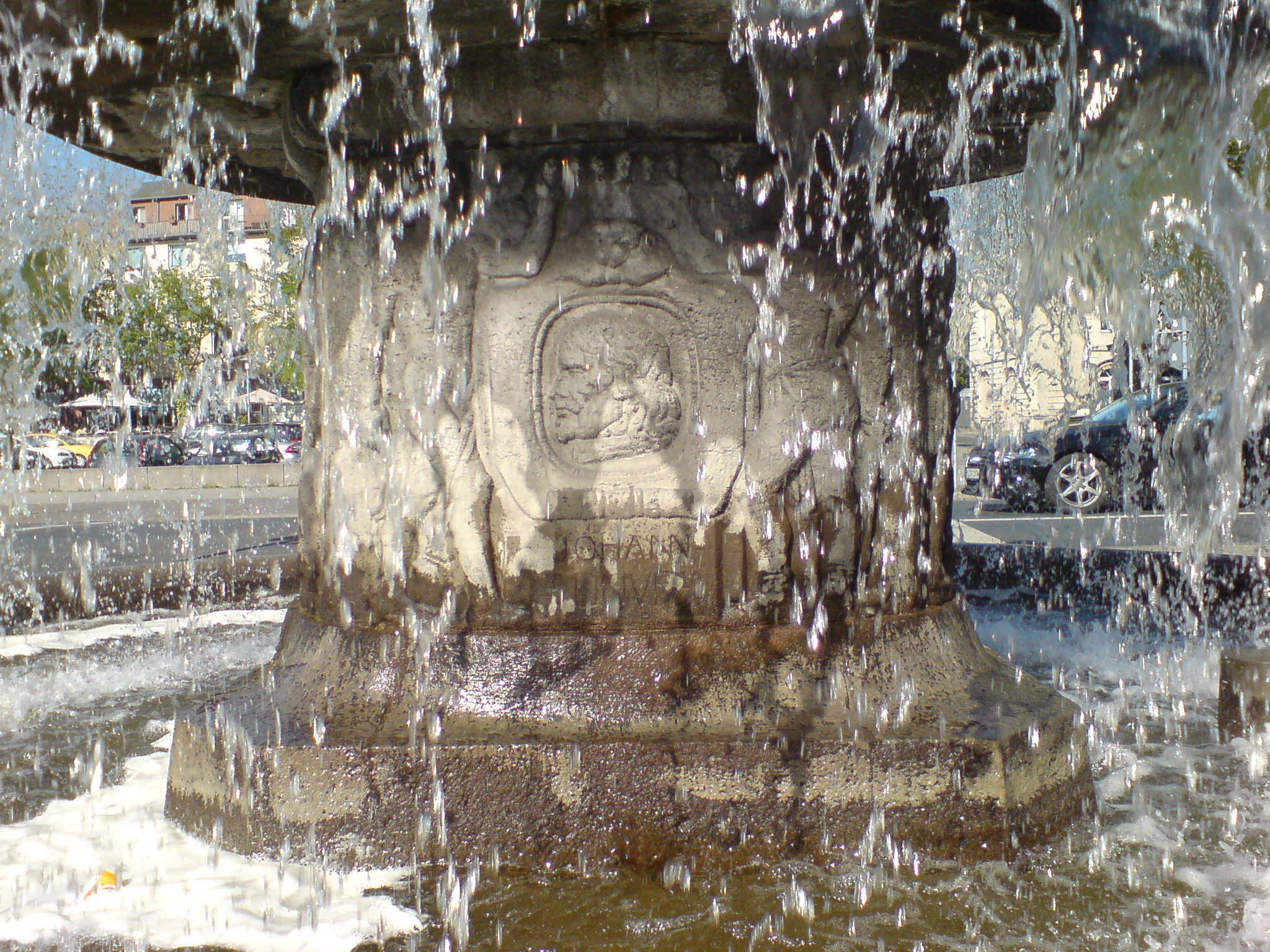
Abbildung Johann Duves am 1916 eingeweihten Duve-Brunnen des Bildhauers Georg Herting

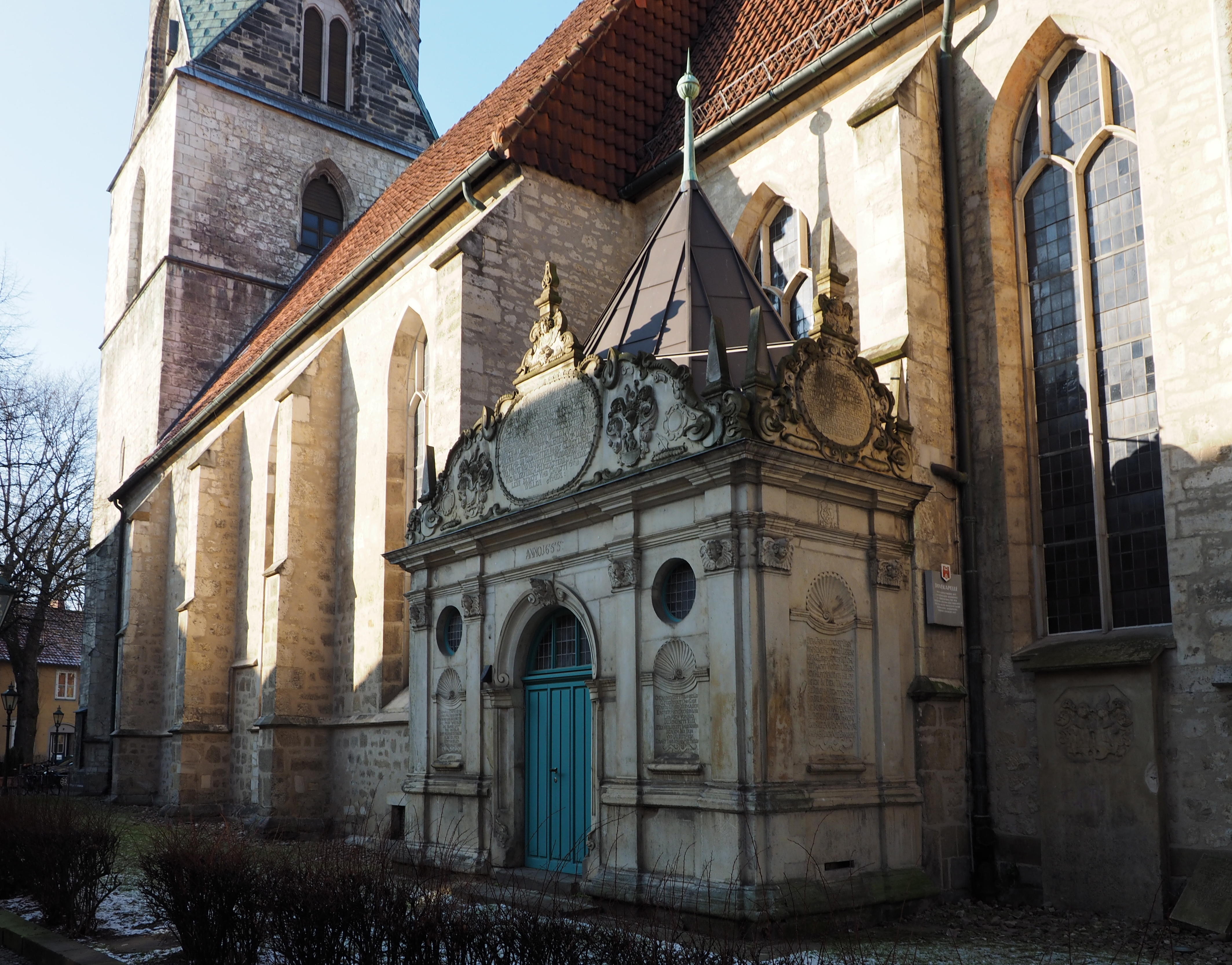
Duve-Kapelle von 1655 – Erbbegräbnis errichtet für den Ratsherrn Johann Duve

1666 pachtete er die städtische Münzstätte Hannovers. 1674 entzog man ihm die Münzstätte wegen Prägung schlechter Münzen, wodurch er große finanzielle Verluste erlitt. 1672 musste Duve 50.000 Taler Konkursschulden für einen seiner Söhne begleichen. Im Jahre 1675 stellte Duve dem dänischen König einen Kredit in Höhe von 180.000 Talern zur Verfügung, wofür er seinen gesamten Grundbesitz verpfändet hatte. Das Schiff versank auf hoher See und der König verweigerte die Rückzahlung. Duve wurde mit einem Schlage zahlungsunfähig und stand von heute auf morgen vor dem Nichts. Der Legende nach habe er Unterkunft in dem von ihm 1643 gegründeten Armenhaus Haus des Herrn suchen müssen und sei dort im Jahre 1679 verstorben. Er verstarb jedoch in seinem Haus am Markt an der Marktkirche, in dem er einem alten Register zufolge bis zu seinem Tode wohnte.

## Gedenken
An Johann Duve erinnern in Hannover die noch immer nach ihm benannte Kapelle an der Kreuzkirche, ein Porträtmedaillon an der Gartenseite des Neuen Rathauses sowie der Johann-Duve-Weg als Fuß- und Radweg, der den Stadtteil Döhren mit Hemmingen verbindet. 1916 schuf Georg Herting den Duve-Brunnen, der heute auf dem Mittelstreifen des Leibnizufers (Übergang zur Calenberger Straße) aufgestellt ist und auch Sämann-Brunnen genannt wird. Ursprünglich war er am Neustädter Markt aufgestellt. Ihn ziert die Skulptur eines Sämanns. Am Sockel befindet sich auch ein Porträt Johann Duves.
Duve war einer der markantesten Gestalten des Frühkapitalismus. Sein bedeutender Beitrag zur Stadtentwicklung Hannovers und die Errichtung des Armen- und Waisenhauses an der Schmiedestraße gaben ihm den Ruf eines Wohltäters. Entsprechend wird er auf dem Duve-Brunnen als Sämann dargestellt.